# Shruti (música)
El shruti es un término Sánscrito usado en varios contextos a través de la historia de la Música de India.

## Contextos
Para conocer el verdadero significado de shruti, es importante conocer los diversos contextos en la historia de la música de la India, donde el término se utiliza.

### Periodo antiguo: Sistema grama

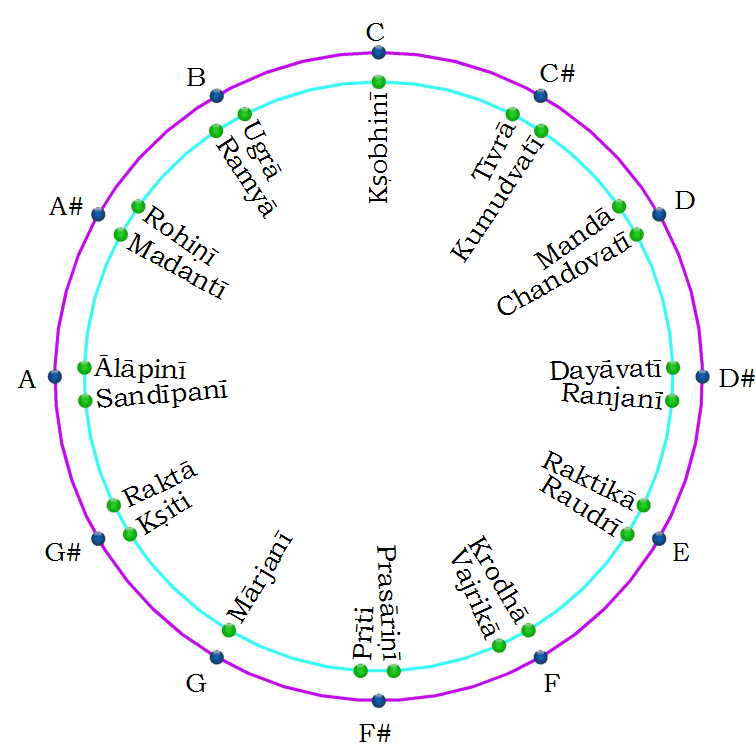
Shruti scale compared to 12-TET

Diagram of the intervals of Shruti

Bharata utiliza el shruti para significar "el intervalo entre dos notas de tal manera que la diferencia entre ellos es perceptible". Él formula los jatis, las cuales son clases de estructuras melódicas. Además, se les agrupa en dos gramas - shadja-grama y' madhyama-grama. Las notas (svaras) están separados por intervalos, que se miden en términos de shrutis.
El shadja-grama está dada por la siguiente división: Sa de cuatro shrutis, Ri de tres shrutis, Ga de dos shrutis, Ma. de cuatro shrutis, Pa de cuatro shrutis, Da de tres shrutis y Ni de dos shrutis. Bharata También se describe un experimento para obtener la configuración correcta en la física de shruti shadja grama, Sarana Chatushtai.
El madhyama-grama es el mismo, pero el Panchama (Pa) tiene que ser disminuido por un shruti. Es decir, el Panchama de madhyama-grama es menor que la de shadja-grama por un shruti según Bharata. Shruti sólo se menciona como una medida de percepción de la música en la época de Bharata.
Shruti se entiende mejor con la siguiente explicación. En ambos gramas, Ri está a tres shrutis de Sa - hay tres intervalos perceptibles entre Sa y Ri. El tercero de ellos es el llamado' trishruti Rishaba (Ri). Asimismo, el segundo intervalo se llama dvishruti Rishabha, y el primero ekashruti Rishabha.
Notas en 9 y 13 shrutis el uno del otro son mutuamente' samvādi (consonantes). Las notas que se encuentran a una distancia de 2 y 20 shrutis son mutuamente vivādi (disonantes). Los restantes, a la distancia entre 2 y 20 shrutis, se llaman anuvādi (asonante).
La tabla abajo, muestra los nombres de los 22 shrutis proporcionados por Śārñgadeva, las relaciones matemáticas consideradas correspondientes al sistema descrito por Bharata y Dattila, junto con las notas comparables en la escala común occidental Temperamento igual.
| Shrutis    | Shrutis   | Shrutis | Shrutis         | Notas Temperamento igual | Notas Temperamento igual |
| Nombre     | Intervalo | Cents   | Frecuencia (Hz) | Tono                     | Frecuencia (Hz)          |
| ---------- | --------- | ------- | --------------- | ------------------------ | ------------------------ |
| Kṣobhinī   | 1         | 0       | 261.6256        | C                        | 261.6256                 |
| Tīvrā      | 256/243   | 90      | 275.6220        | C♯                       | 277.1826                 |
| Kumudvatī  | 16/15     | 112     | 279.0673        | C♯                       | 277.1826                 |
| Mandā      | 10/9      | 182     | 290.6951        | D                        | 293.6648                 |
| Chandovatī | 9/8       | 203     | 294.3288        | D                        | 293.6648                 |
| Dayāvatī   | 32/27     | 294     | 310.0747        | D♯                       | 311.1270                 |
| Ranjanī    | 6/5       | 316     | 313.9507        | D♯                       | 311.1270                 |
| Raktikā    | 5/4       | 386     | 327.0319        | E                        | 329.6275                 |
| Raudrī     | 81/64     | 407     | 331.1198        | E                        | 329.6275                 |
| Krodhā     | 4/3       | 498     | 348.8341        | F                        | 349.2282                 |
| Vajrikā    | 27/20     | 519     | 353.1945        | F                        | 349.2282                 |
| Prasāriṇī  | 45/32     | 590     | 367.9109        | F♯                       | 369.9944                 |
| Prīti      | 729/512   | 612     | 372.5098        | F♯                       | 369.9944                 |
| Mārjanī    | 3/2       | 702     | 392.4383        | G                        | 391.9954                 |
| Kṣiti      | 128/81    | 792     | 413.4330        | G♯                       | 415.3047                 |
| Raktā      | 8/5       | 814     | 418.6009        | G♯                       | 415.3047                 |
| Sandīpanī  | 5/3       | 884     | 436.0426        | A                        | 440.0000                 |
| Ālāpinī    | 27/16     | 906     | 441.4931        | A                        | 440.0000                 |
| Madantī    | 16/9      | 996     | 465.1121        | A♯                       | 466.1638                 |
| Rohiṇī     | 9/5       | 1017    | 470.9260        | A♯                       | 466.1638                 |
| Ramyā      | 15/8      | 1088    | 490.5479        | B                        | 493.8833                 |
| Ugrā       | 243/128   | 1110    | 496.6798        | B                        | 493.8833                 |
| Kṣobhinī   | 2         | 1200    | 523.2511        | C                        | 523.2511                 |

#### Antiguos tratados sobre música clásica de la India y artes escénicas
- Natya shastra por Bharata
- Dattilam por Dattila
- Brihaddeshi por Matanga
- Abhinavabharati - el comentario de Abhinava Gupta sobre Natya shastra.
- Sangita Ratnakara por Sarangadeva

### Periodo medieval: sistema mela
En la época en que Venkatamakhi formuló el sistema melakarta ("mela"), el sistema de grama ya no estaba en uso. A diferencia del sistema de grama, el sistema mela utiliza la misma swara inicial la cual forma las escalas, variando los intervalos de las swaras posteriores, y no especifica un intervalo fijo para una swara en términos de shrutis. Por ejemplo, los intervalos de Kakali-nishada y shuddha-madhyama podrían variar dependiendo de la dhaivata y Gandhara que les preceden, respectivamente. El intervalo de Kakali-nishada podría tener tres valores shruti diferentes dependiendo de si shuddha, panca sruti o Shat-shruti-dhaivata le precedió. Así el shruti como una medida de intervalo no es totalmente utilizado en el sistema de mela.

### Periodo moderno: Controversia
El sistema de mela aún prevalece. El término shruti en la práctica actual de la música carnática, tiene varios significados, es utilizado por los músicos en varios contextos. Por ejemplo, el término tamil, "Oru Kattai sruti" podría significar que la Tónica se establece en el tono C o la primera tecla. El término telugu, "Sruti chesuko (శ్రుతి చేసుకో)" es una manera de corresponder con los artistas que acompañan, a afinar sus instrumentos.
El término también ha sufrido un grave desconocimiento. En ciertas Ragas, debido a las inflexiones o Gamakas en algunas de esas 12 notas, los oyentes perciben una versión Sostenido o Bemol de una nota existente. Pocos estudiosos han intentado ajustar dichos nuevos tonos percibidos, dentro de los 22 Srutis no-contextuales de Bharata, lo que conducen a la confusión y la controversia sobre los 22 shrutis. Esto también fue atribuido equivocadamente a Bharata, quien ha propuesto el shruti en un contexto completamente diferente.
Existe evidencia científica que demuestra que estos tonos intermedios se perciben en la interpretación contemporánea de un Raga no apuntan a la existencia de 22 shrutis. El número 22 no es de importancia práctica en el desempeño actual de las tradiciones de la Música carnática y de la Música clásica indostaní. El fenómeno de los tonos intermedios se persigue como un área activa de investigación en la Musicología India, que dice que el número de tonos intermedios perceptibles pueden ser menos o incluso mucho más que 22. N. Ramanathan, un musicólogo señala y dice que la idea de 22 shrutis sólo es aplicable al sistema de la música del tiempo de Bharata.